# Бурдіян Андрій Андрійович
Андрій Андрійович Бурдіян (нар. 18 січня 1986, Білгород-Дністровський, Одеська область, Українська РСР, СРСР) — український футболіст.
Андрій Бурдіян є випускником УФК (м. Дніпропетровськ), за який виступав у чемпіонаті України серед команд ДЮФЛ. В сезоні 2003/04 він грав за дублювальний склад бориспільського «Борисфена» (перше коло) та за «Борекс-Борисфен» з Бородянки (друге коло). В наступному сезоні він також першу частину чемпіонату провів у складі «Борисфена», а в другому колі опинився у донецькому «Металурзі». Там гравець був працевлаштований до початку 2006 року, аж поки не вирішив спробувати свої сили у професійному чемпіонаті Вірменії у клубі «Бананц».
У 2007 році Андрій зіграв одне коло за ФК «Львів» у першій лізі чемпіонату України, а згодом ще на рік повернувся на схід: спершу у вже знайому Вірменію, а потім — в Казахстан. Однак друге «азійське відрядження» стало для Бурдіяна недовгим: в 2009 році він повернувся на батьківщину, де розпочав чемпіонат України серед команд першої ліги спочатку в «Енергетику» з Бурштина, а друге коло провів вже у кіровоградській «Зірці». Після цього був нетривалий період у ФК «Суми» (осінь 2010 року), «Зімбру» з Молдови, після чого Андрій три сезони поспіль знову захищав честь «Зірки» (2011—2014 рр.). Минулий рік знову пройшов для цього гравця «у пошуках футбольного щастя»: він пробував свої сили у Литві, а потім у МФК «Миколаїв».
За весь період професіональної кар'єри у вітчизняному футболі (до переходу у «Верес») Бурдіян провів 111 матчів, забив 2 голи, отримав 24 жовті картки і два рази був вилучений з поля. Ще 41 гру він провів у першості дублерів і зіграв 3 матчі в рамках Кубку України.
Із 24 липня 2015 року захищав кольори футбольного клубу «Верес».